# پوفی

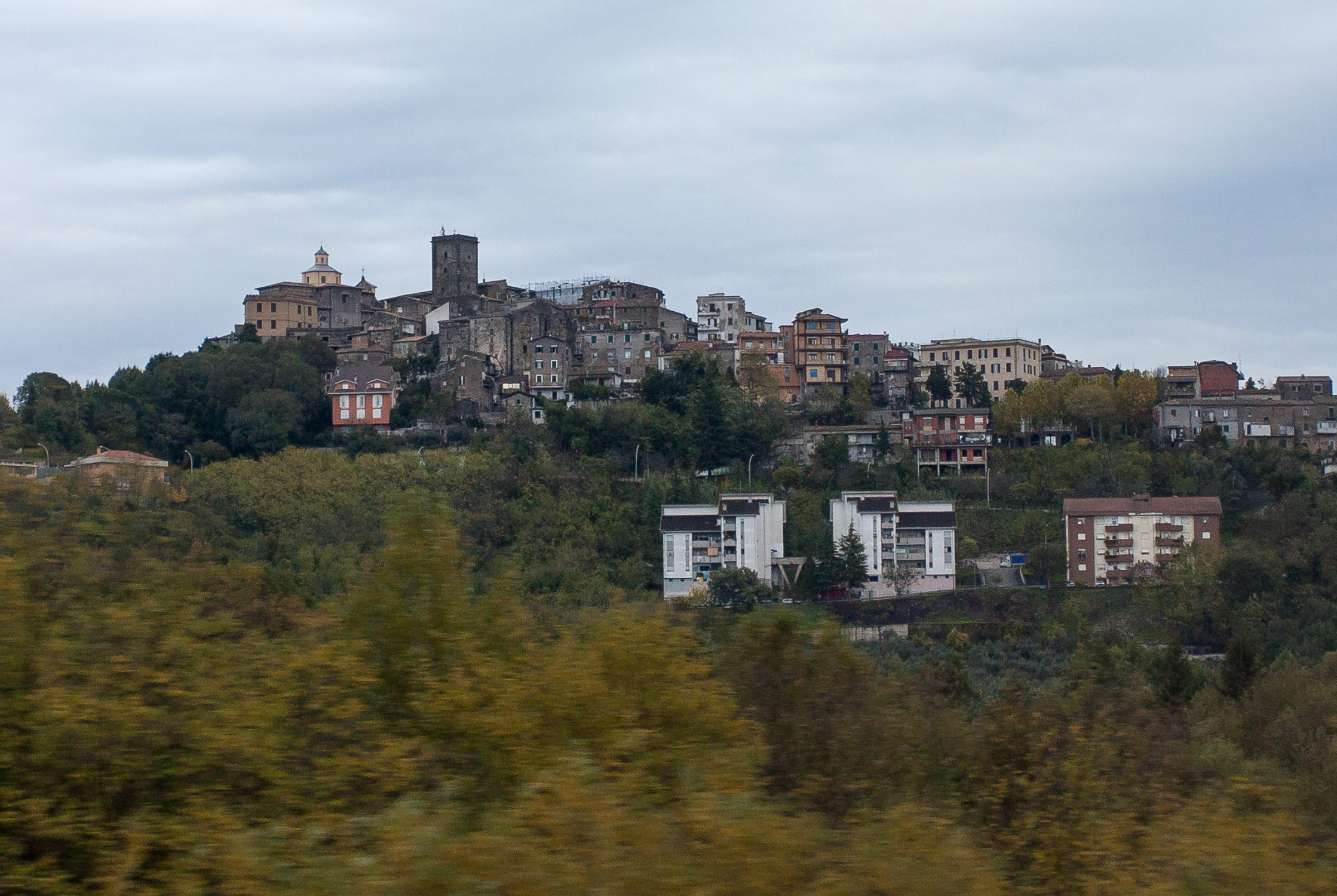
نمایی از پوفی ۲۰۰۸

پوفی (به ایتالیایی: Pofi) یک کومونه در ایتالیا است که در استان فروزینونه واقع شده‌است.

## خصوصیات
پوفی ۳۰٫۷ کیلومترمربع مساحت و ۴٬۴۴۲ نفر جمعیت دارد و ۲۸۳ متر بالاتر از سطح دریا واقع شده‌است.